# 布雷納茲維爾 (紐約州)
布雷納茲維爾（英語：Brainardsville）是位於美國紐約州富蘭克林縣的非建制地區。

## 歷史
布雷納茲維爾的郵局自1887年營運至今。

## 地理
布雷納茲維爾所處的海拔為高於海平面409米（即1342英呎），而該地所採用的時區為UTC-5，即北美东部时区（EST）。同時該地設有夏令時間，為UTC-5調快一小時，即UTC-4（EDT）。